# طارق صعب
طارق وليام صعب حلبي (بالإسبانية: Tarek William Saab)، وُلِد في العاشر من سبتمبر/ أيلول 1962 في إل تيغري (El Tigre)، أنزواتيغي (Anzoátegui)، فنزويلا، وهو محام وسياسي وشاعر فنزويلي، وزعيم طلاّبي سابق. كان صعب رئيس مكتب حقوق الإنسان في مجلس العاصمة كاراكاس من عام 1993 إلى عام 1998، وعضو في كونغرس المقاطعة الفيديرالية بكاراكاس من عام 1998 إلى عام 1999، وعضو بالجمعية الوطنية التأسيسية لعام 1999. انتخب عضو الجمعية الوطنية لولاية أنزواتغي من عام 2000 إلى عام 2004، وحاكم الولاية نفسها من عام 2004 إلى عام 2012. في عام 2014، انتخبته الجمعية الوطنية كأمين المظالم. وفي عام 2017، تمّ تعيينه مدعيًا عامًا للجمهورية من قبل الجمعية الوطنية التأسيسية.

## حياته الشخصية

### النشأة
ينحدر من عائلة تجار لبنانيين، برز شغفه بالكتابة في سن الخامسة عشرة، وبدأ في نشر القصائد والمقالات في صحيفة أنطورشا (Antorcha) بِمسقط رأسه. كان زعيما طُلابيًّا وناشطا في الحركات اليسارية المتطرفة منذ شبابه، وقد انضم منذ سن الرابعة عشر إلى جانب دوغلاس برافو (Douglas Bravo) القائد السابق في الجماعة الفدائية (guérillero) التابعة للحزب الثوري الفنزويلي (PRV-Ruptura)، ليصبح مساعده الشخصي من أواخر الثمانينيات إلى منتصف التسعينيات. أُنتخب رئيسًا لمركز الطلاب في المعهد الثانوي بريسينيو منديز (Briceño Méndez) من عام 1978 إلى عام 1980 ورئيسًا لاتحاد الطلاب بجنوب ولاية أنزواتيغي من عام 1979 إلى عام 1980.
ترأس لجنة خريجي المدارس الثانوية التابعة لجامعة لوس أنديس (los Andes) في ولاية ميريدا (Mérida)، من عام 1981 إلى عام 1982. في ذلك الوقت، عدل عن متابعة دراسته للأدب في الجامعة واختار دراسة القانون في جامعة سانتا ماريا (Santa Maria) في كاراكاس.
تحصل على درجة الماجستير في القانون الجنائي ودراسات حقوق الإنسان من جامعة فنزويلا المركزية (UCV).

### الحياة السياسية
تمّ تعيينه رئيسًا لمكتب حقوق الإنسان في مجلس مدينة كاراكاس في أوائل التسعينيات، وأسّس الكرسي الجامعي عن حقوق الإنسان في محافظة شرطة كاراكاس، أين درّس من عام 1994 إلى عام 1996. وفي الثكنة العسكرية بِسان كارلوس (San Carlos)، التقى الملازم الكولونيل هوغو شافيز (Hugo Chávez)، أحد قادة انقلاب عام 1992، فدافع عنه بمساعدة مجموعة من المحامين، حتى نال عفو الرئيس الفنزويلي رافائيل كالديرا (Rafael Caldera) في عام 1994. في نفس العام، رشحته فنزويلا لنيل «جائزة ريبوك لحقوق الإنسان».
في عام 1997، تم تعيينه منسقًا للجنة الدفاع عن حالات الاختفاء السياسي القصري في فنزويلا في الستينيات والسبعينيات والثمانينيات والتسعينيات.
كما أنّه عُضو في مختلف لجان الدفاع عن حقوق الإنسان والمنظمات غير الحكومية مثل لجنة بيتاري للعدالة والسلام.

#### عضوية البرلمان
بعد إطلاق سراح هوغو شافيز، أصبح مساهماً في الحركة البوليفارية الثورية – 200 (MBR-200) التي تسبق حركة الجمهورية الخامسة، وأيّد ودعم من خلالها ترشح شافيز لمنصب رئيس الدولة في ديسمبر 1998.
وبفضل هذا التنظيم السياسي، تمّ انتخابه لعضوية المؤتمر الوطني في نفس انتخابات ذلك العام، أين شَغل منصب رئيس لجنة الثقافة في مجلس النواب. ثم انتخب عضوا في الجمعية الوطنية التأسيسية لصياغة الدستور الجديد عام 1999 حيث ترأس لجنة حقوق الإنسان واهتم بصياغة الباب الثالث من قانون الواجبات وحقوق الإنسان.
ونظرا لمبادئ الدستور الجديد، أجريت انتخابات عامة جديدة في عام 2000 وأُنتخب نائبا في الجمعية الوطنية أين شغل منصب رئيس لجنة السياسة الخارجية. بفضل هذا المنصب الجديد، كان في أعلى تمثيل برلماني، مما سمح له بمرافقة الرئيس هوغو شافيز في جولاته الدولية. في ذلك العام، زار عشر دول أعضاء في منظمة البلدان المصدرة للنفط كعضو من الوفد الرسمي للرئيس الفنزويلي.
بسبب صِلاته المزعومة بالمنظمات الإرهابية الدولية والجماعات الفوضوية الفنزويلية، ألغت الولايات المتحدة الأمريكية تأشيرة الدخول الأمريكية التي كان يملكها منذ عام 2000.

#### انقلاب 11 أبريل
خلال أحداث الانقلاب في 11 أبريل/ نيسان 2002، كان صعب حاضرا في جلسة عقدتها الجمعية الوطنية، وكان حينها رئيسا للجنة السياسة الخارجية. في نهاية الاجتماع، ذهب مع نواب آخرين إلى قصر ميرافلوريس (Miraflores) لدعم الرئيس هوغو شافيز. في الساعة الحادية عشر ليلا، بعد الانقلاب وبعد التحدث إلى الرئيس، قرر بعض النواب الانتقال إلى منطقة آمنة.
عاد صعب إلى المنزل في صباح اليوم التالي لمرافقة طفليه، البالغين من العمر ثلاثة وسبعة أعوام. بعد ساعات قليلة، حاصر حشد منزل عائلته. تمّ القبض على صعب من قبل مديرية الأمن ومخابرات الشرطة (DISIP) وحبسه في قبو سجن إلهيليكويدي (Helicoïde) مع الناشطة التشافية لينا رون (Lina Ron).
بفضل ضغوط شخصيات بارزة وحركات حقوق الإنسان، تمّ إطلاق سراح صعب بعد ظهر يوم 13 أبريل/ نيسان. وبعد إطلاق سراحه، وَجّه اتهامات بأنّه تلقى تهديدات أثناء احتجازه للمثول أمام المحاكم العسكري وبأنه تعرض للاعتداء عليه أثناء الإفراج عنه. ثم تحوّل إلى القناة الوطنية (التلفزيون الفنزويلي) أين تولى إعادة إطلاق بث القناة.
ترأس صعب والنائب عن حزب العمل الديمقراطي إدغار زامبرانو (Edgar Zambrano) بعد عدة أشهر، الجمعية الوطنية التي حقّقت في أحداث الانقلاب وانتهت بتحديد هوية الجنود المتورطين.

#### حاكم ولاية أنزواتيغي

##### الفترة 2004-2008
قرر صعب في عام 2004 ترك منصبه كنائب وطني من أجل التطلع إلى الانتخابات الإقليمية لحاكم ولاية أنزواتيغي مسقط رأسه عن حزب حركة الجمهورية الخامسة. وفي 31 من أكتوبر/ تشرين الأول، فاز على نظيره، مرّشح المعارضة أنطونيو باريتو (Antonio Barreto)، بنسبة 57٪ من الأصوات (187209 صوت)، وخَلَف بذلك ديفيد دي ليما (David De Lima) وأصبح الحاكم الخامس لأنزواتيغي.
في يونيو/حزيران 2007، تصّدى بنجاح لعملية جمع توقيعات، بقيادة الوزير السابق لويس ألفونسو دافيلا، لتفعيل استفتاء عزل ضده. بعد حلِّ حزب حركة الجمهورية الخامسة، انضم إلى الحزب الاشتراكي الموحد لفنزويلا.
خلال فترة عمله حاكمًا لولاية أنزواتيغي، نجح في تنفيذ مشاريع بنية تحتية هامة، بما في ذلك: القسم 8 من طريق غران ماريسكال دي أياكوتشو (Gran Mariscal de Ayacucho) السريع الذي يربط بين أوناري (Unare) وبيريتو (Píritu)، وملعب خوسيه أنطونيو أنزواتيغي (José Antonio Anzoátegui) الأولمبي، والمجمع الرياضي سيمون بوليفار (Simón Bolívar)، ومركز خوسيه ليوناردو شيرينوس (José Leonardo Chirinos) لطب العيون، ودار توماس مورو (Tomás Moro) للمسنين، وتمكن من إعادة تشغيل مستشفيات رازيتي (Razetti) في برشلونة ومستشفى الدكتور لويس فيليبي جيفارا روخاس (Luis Felipe Guevara Rojas) في إقليم إل تيغري، والمركز التشخيصي الشامل فابريسيو أوجيدا (Fabricio Ojed) ومستشفى الدكتور رافائيل توبياس غيفارا (Rafael Tobías Guevara) للأطفال. عندما انتهت فترة ولايته، أكّد صعب أنّه أشرف على تنفيذ 1500 مشروع. وخلال الفترة نفسها، افتُتِحت المؤسسات الثقافية التالية: مدرسة أرماندو ريفيرون (Armando Reverón) للفنون البصرية، ومعرض بيدرو بايز (Pedro Báez) للفنون، ومركز ميغيل أوتيرو سيلفا (Miguel Otero Silva) الثقافي. في هذه الفترة تمّ الكشف عن تمثال نصفي لفيديريكو غارسيا لوركا (Federico García Lorca) وتمّ تشييد نصب تذكاري تكريما لبوب ديلان (Bob Dylan).

##### الفترة 2008-2012
في يونيو 2008، فاز صعب في الانتخابات الداخلية لحزبه سعيا منه للترشح ثانية لحكومة ولاية أنزواتيغي في الانتخابات الإقليمية القادمة. وفي 23 نوفمبر، أُعيد انتخابه بنسبة 55٪ (311344 صوت)، متغلبًا على مرشحي المعارضة غوستافو ماركانو وبنجامين روسيو.
افتتح صعب أعمال بنية تحتية جديدة، خلال فترة حكمه الجديدة، من بينها الطرق السريعة فابريسيو أوخيدا. وأمريكو سيلفا (Américo Silva) ونويل رودريغيز (Noel Rodríguez)، ومحطة تنقية المياه في فينيدو (Viñedo)، ومركز «شيما ساهر» للتشخيص المتكامل، وسلسلة معاهد كاريبا ولويزا كاسيريس دي أريسمندي (Caripa Luisa Cáceres de Arismendi)، وكذلك عشرُ غرف عمليات وغرفة لطب النساء في مستشفى لويس رازيتي (Luis Razetti)، وحديقة الحيوانات دي إل تيغري، وسوق لوس بوكيتيكوس (Los Boqueticos) للسمك، وملعب كرة القدم «بانشو ألاغريا» (Pancho Alegría)، وَجسر «أميريكو سيلفا» (Américo Silva)، وشارع «انايس پيردومو» (Eneas Perdomo) المطل على شاطئ ليدو (Lido) وشارع «سيلفيو رودريغيز» (Silvio Rodríguez) المطل على شاطئ كانجراتو (Cangrejo) وشارع «مرسيدس سوسا» (Mercedes Sosa) المطل على شاطئ لوس كاناليس (Los Canales).
خلال فترة ولايته، تم بناء 94 منشأة رياضية وحققت إنجازات كبيرة في الوسط الرياضي. يعتبر ملعب خوسيه أنطونيو أنزواتيغي (José Antonio Anzoátegui) المكان الذي يلعب فيه منتخب كرة القدم الفنزويلي معظم مبارياته على أرضه. في عام 2011، استضافت ولاية أنزواتيغي النسخة الثامنة عشرة من الألعاب الرياضية الوطنية الفنزويلية.
في الوسط الثقافي، تم إنجاز العديد من التماثيل النصفية «كَتكريم للمغنين والمؤلفين العالميين الذين دعموا التحرير الروحي للشعب». إلى جانب تكريم فيديريكو غارسيا لوركا (Federico García Lorca) وبوب ديلان (Bob Dylan)، وتمّ وضع صُور كل من ريتا فالديفيا (Rita Valdivia)، وروك دالتون (Roque Dalton)، وإرنستو سيفونتيس (Ernesto Sifontes)، وبروس سبرينغستين (Bruce Springsteen)، وفيكتور «تشينو» فاليرا مورا (Victor Chino Valera Mora)، وأندريس إلوي بلانكو (Andrés Eloy Blanco)، وإرنستو تشي جيفارا (Ernesto Che Guevara)، ونيل يونغ (Neil Young)، وفابريسيو أوخيدا (Fabricio Ojeda)، وآرثر رامبو (Arthur Rimbaud)، وخوسيه جيرفاسيو أرتيجاس (José Gervasio Artigas) بحديقة أندريس إلوي بلانكو (Andrés Eloy Blanco). تمّ إحياء 13 مهرجانًا مجانيًا لموسيقيين وطنيين على المستوى الموسيقي.
وبالإضافة إلى ذلك، افتُتحت ثمانية متاجر للأغذية في كانتورا (Cantaura)، وليشيريا (Lechería)، وإل تيغريتو (El Tigrito)، وبارياغوان (Pariaguán)، وأناكو (Anaco)، وبويرتو لا كروز (Puerto La Cruz)، وإل تيغري (El Tigre).

#### أمين المظالم
في 22 ديسمبر/كانون الأول 2014، عَيّنت الجمعية الوطنية صعب أمينا للمظالم. في ذلك الوقت، كان صعب عضواً في لجنة العدل وتقصي الحقائق، التي أدت اليمين الدستورية في 27 فبراير/شباط 2014 للتحقيق في جرائم القتل والتعذيب والاختفاء وانتهاكات حقوق الإنسان المرتكبة في الفترة ما بين 1958 و1998.
وقد ساهمت قيادته في التطوّر الأكاديمي لمكتب أمين المظالم. وأقرّ صعب أنّ 30418 شكوى قد تمت معالجتهم وتمّ الفصل في أكثر من 40000 ملف منذ عام 2010 إلى 2015.
توسّط صعب لدى السلطة القضائية عن طريق الدائرة الجنائية لمحكمة العدل العليا لطلب الإفراج عن المواطنين المسجونين المرضى مع اتخاذ التدابير الإنسانية اللازمة. كما تفاوض على إطلاق سراح كلّ من السياسيين يون غويكوتشيا (Yon Goicoechea) وويلمر أزواجي (Wilmer Azuaje)، و14 ضابط شرطة من بلدية تشاكاو (Chacao)، بالإضافة إلى تعديل قرار الإقامة الجبرية لزعيم المعارضة ليوبولدو لوبيز (Leopoldo López).
بالإضافة إلى ذلك، ندّد صعب مشاركة القُصَّر المُقَّنعين في احتجاجات المعارضة وهجمات المسلحين التشافيين ضد نواب المعارضة في الجمعية الوطنية. كما أيّد العقوبات المفروضة على مسؤولي الحرس الوطني الفنزويلي المشتبهين في قتلهم للشاب فابيان أوربينا (Fabián Urbina).
في عام 2017، قام صعب بزيارة رسمية إلى لبنان والتقى بالرئيس اللبناني ميشال عون ورئيس البرلمان اللبناني نبيه بري.

#### المجلس الأخلاقي الجمهوري
في نهاية عام 2016، تمّ تعيين طارق ويليام صعب رئيسًا لمجلس الأخلاق الجمهوري، وهي الإدارة الرئيسية التي تتكون من مكتب أمين المظالم ومكتب المدعي العام للجمهورية ومكتب المراقب المالي العام للجمهورية. في عام 2017، تمّ التصديق عليه مرة أخرى لتوّلي نفس المنصب.

#### النائب العام للجمهورية
في 5 أغسطس/آب 2017، تعدت محكمة العدل العليا سلطة الجمعية الوطنية وعزلت لويزا أورتيغا دياز من منصبها، وجمدت كلّ ممتلكاتها وحجّرت عليها السفر خارج البلد. في اليوم الأول من جلستها، تلقت الجمعية التأسيسية الوطنية حكم المحكمة العليا بِعزل لويزا أورتيغا دياز من منصبها.
اقترح عضو المجلس التأسيسي ديوسدادو كابيو (Diosdado Cabello) عزل أورتيغا دياز وتعيين طارق وليام صعب مدعيا عاما «مؤقتا». وفعلا تمّ تعيينه رئيسًا جديدًا للنيابة العامة في نفس اليوم. برر كابيلو ما حصل قائلًا:«لا يمكن ترك هذا المنصب شاغرا لأنه سيولد مشكلة واجهتنا بالفعل مع تقاعس النيابة العامة».
منذ وصوله إلى النيابة العامة، أجرى صعب إصلاحات مثل إنشاء مكتب المدعي العام الوطني المعني بالحياة الأليفة والبرية، ومكتب المدعي العام الوطني المتخصص في جرائم الاتجار بالنساء، ومكتب المدعي العام الوطني المعني بجرائم الاتجار بالأطفال والمراهقين، والمدرسة الوطنية للمدعين العامين، كما أنشأ خطة لتسريع تسليم العربات المسروقة.
وفيما يتعلق بالقضية المعروفة باسم «كاديفي-سنكواكس» (Cadivi-Cencoex)، أكّد صعب أنه تمّت إضافة 200 شركة جديدة إلى هذا التحقيق بتهمة المبالغة في التقدير والاختلاس. ونتيجة لهذه التحقيقات، حُرم 21 رَجل أعمالٍ متهمين بالاحتيال من حريتهم، كما أعلن صعب فتح تحقيقين: أحدهما ضد خوان بابلو غوانيبا (Juan Pablo Guanipa) والآخر ضد رافائيل راميريز (Rafael Ramírez) بسبب علاقته بدييغو سالازار كارينيو (Diego Salazar Carreño)، المتعلق بالتحقيقات في «قضية بنك أندورا». يدّعي صعب أنه تمّ القبض على 18 شخصًا مسؤولاً في شركة النفط الوطنية الفنزويلية.
ندد النائب أبوري خوليو مونتويا (Julio Montoya) في فبراير/شباط 2016، بشبكة الفساد وغسيل الأموال في بنك أندورا، والتي تضمنت نيرفيس فيلالوبوس (Nervis Villalobos) ودييغو سالازار كارينيو (Diego Salazar Carreño). كما اتهم مونتويا النائب السابق لوزير تطوير الطاقة ووزير شبكة الكهرباء السابق في كاراكاس، خافيير ألفارادو أوتشوا (Javier Alvarado Ochoa)، والمدير السابق لمديرية خدمات الاستخبارات والوقاية كارلوس لويس أغيليرا (Carlos Luis Aguilera) ونائب وزير الداخلية والأمن السابق ألخيداس روندون (Alcides Rondón). لكن لم يجرَ أيّ تحقيق بخصوص هذه الشكوى.
في 19 ديسمبر/كانون الأول 2017، أعلن صعب انحلال المنظمة الإجرامية إل ماليكون (El Malecón) بعد اعتقال يوئيل بالمار (Yoel Palmar)، المتهم باتّجار المخدرات والمؤثرات العقلية بشكل كبير. خلال هذه العملية، تمّ القبض على 13 شخصًا، من بينهم جيفري روخاس (Jeffry Rojas)، منسق الأمن ومنصة شركة الطيران «ليزر» (Laser)، والعديد من مسؤولي الحرس الوطني الفنزويلي. وكان ذلك ممكنًا بفضل اعتراض إحدى المكالمات الهاتفية.
تمّ تعيين صعب رئيسًا للجنة الحقيقة من قبل الجمعية الوطنية في 14 يونيو/حزيران 2018، مع الأخذ في الاعتبار تعيين عضو المجلس التأسيسي ديلسي رودريغيز (Delcy Rodríguez) نائبًا لرئيس فنزويلا. في 26 سبتمبر/ أيلول، أبلغ صعب عن اختلاس 100 مليون دولار في شركة النفط الوطنية الفنزويلية والغاز بكولومبيا. وبناء على هذه الشكوى، صدرت أوامر بإلقاء القبض على خمسة أشخاص. وتمّ اتهامهم بجرائم فساد تتعلق بهم، وباتفاقيات ضمنية بين العمّال والمُشغلين وبإنشاء عصابة إجرامية.
في 8 فبراير/شباط 2018، أبدى صعب استعداده للتعاون مع المحكمة الجنائية الدولية في التحقيقات المتعلقة بحالات العنف التي وقعت خلال مظاهرات عام 2017 في فنزويلا. في وقت لاحق، في 15 أغسطس/أوت، أعلن صعب عن اعتقال 14 شخصًا متورطين في هجوم بطائرة بدون طيار على الرئيس نيكولاس مادورو.
في 25 يوليو/تموز 2019، أكّد صعب أنّه خلال فترة ولايته، تمّ إصدار عدة قرارات بخصوص 3203 إدانة بجرائم تتعلق بالمخدرات. بعد بدء حوار بين حكومة نيكولاس مادورو والمعارضة في 18 سبتمبر/أيلول، طلب صعب إطلاق سراح نائب رئيس البرلمان إدغار زامبرانو (Edgar Zambrano). وفي اليوم التالي، في 19 سبتمبر/أيلول، أفاد صعب بأنّه خلال فترة ولايته كان هناك 2779 إدانة بتهمة قتل. ثم أعلن في 17 أكتوبر/تشرين الأول عن إطلاق سراح 24 معتقلاً كجزء من اتفاقيات «طاولة الحوار». وفي نهاية هذا العام تقريباً، في 10 ديسمبر/كانون الأول، تحصّل صعب على إدانة 131 موظفاً متورطاً في انتهاكات لحقوق الإنسان، من بينهم موظفان حُكم عليهما بالسجن لمدة 30 عاماً، بتهمة محاولة قتل الشاب روفو شاكون (Rufo Chacón) وإعمائه.
وفي 27 يناير/كانون الثاني 2020، أعلن صعب عن توجيه تهم إلى 4335 شخصاً، أدين منهم 1340 شخصاً، فيما يتعلق بِـــ 8966 قضية في جرائم اعتداء جنسي على القاصرين. وبعد يومين، في 29 يناير/ كانون الثاني، أعلن صعب أيضا اعتقال عايدة ميرلانو (Aída Merlano)، النائبة الكولومبية الفَّارة إلى فنزويلا. وفي 20 فبراير/ شباط، ضبط صعب 88 طنًّا من المخدرات و42 طائرة متعلقة بالاتجار بها. ومن بين 26052 قضية، صدرت 37490 لائحة اتهام، و11611 دعوى قضائية و3391 إدانة تمّ النطق بالحكم فيها.
في يوليو/تموز 2020، قدّمت مفوضة الأمم المتحدة السامية لحقوق الإنسان ميشيل باشليت (Michelle Bachelet) تقريرًا أشادت فيه بعمل طارق ويليام صعب وفريق من النيابة العامة في الدفاع عن حقوق الإنسان. سلطت عدة فقرات في هذا التقرير الضوء على عمل صعب، وجاء فيها ما يلي: عمل النيابة العامة على تحقيق العدالة فيما يتعلق بقضايا التعذيب وسوء المعاملة وإجراءاتها الجادة بشأن حادثة الوفيات في سجن لوس يانوس (Los Lianos). وقد كانت الاستنتاجات في التقرير ناشئة عن تحقيق ميشيل باشليت في تصرفات النيابة العامة الفنزويلية منذ لقائه بِصعب في كاراكاس في يونيو/جوان 2019. أشارت باشيليت، في 14 سبتمبر/أيلول، في كلمة ألقتها في الدورة الخامسة والأربعين لمجلس حقوق الإنسان في جنيف عاصمة سويسرا، إلى تعاون المدعي العام، طارق وليام صعب، من أجل تعزيز تبادل المعلومات بشأن الحالات الفردية وحالات انتهاك حقوق الإنسان، مضيفة أنّ صعب: «قد أكّد اعتزامه بالمضي قدمًا في التحقيق في 58 حالة قتل مزعومة خارج نطاق القضاء على يد قوات الأمن و35 حالة وفاة وثقها مكتبي فيما يتعلق بالمظاهرات.»
في إطار التحقيقات في الانتهاكات التي ارتكبتها الشرطة، يُعلن صعب التحقيق مع العديد من ضباط الشرطة بتهمة العنف ضد المحتجزين، بالإضافة إلى اعتقال العديد من قادة القوات الخاصة للشرطة الوطنية البوليفارية بتهمة قتل صُحفيَين تابعين لقناة جواكاماي (Guacamaya TV)، واعتقال أربعة أعضاء من قوات الحرس الوطني البوليفاري بخصوص وفاة مواطن خلال مظاهرة احتجاجية ضد نقص البنزين، واعتقال خمسة أعضاء من وحدة القوات الخاصة التابعة للشرطة الوطنية البوليفارية بخصوص حالة وفاة جدّت على الطريق السريع الرابطة بين كاراكاس ولا غوايرا (La Guaira).

### الأدب
بدأ صعب كتابة الشعر في سن الرابعة عشرة، بينما كان لا يزال يدرس في المدرسة الثانوية بريسينيو منديز (Briceño Méndez) بإل تيغري، أنزواتيغي. بعد فترة وجيزة، تمكن من نشر قصائده في صحيفة أنطورشا (Antorcha) مسقط رأسه. في الثمانينات، نشر قصائده في قسم «الصفحة الأدبية» في صحيفة إل ناسيونال (El Nacional) الشهيرة. كان للشعراء الأمريكيين من «جيل الإيقاع»، مثل جاك كيرواك (Jack Kerouac) وألين جينسبيرج (Allen Ginsberg)، ولحركة الثقافة المضادة للهيبيين وللروائي الألماني هيرمان هيسه (Herman Hesse)، تأثير كبير على أولى قصائده. في البداية، كان لشعره مضمون اجتماعي مرتبط بتقاليد أمريكا اللاتينية، وهو نفس الشيء الذي ميّز كل من الشعراء خوان جيلمان (Juan Gelman) وإرنستو كاردينال (Ernesto Cardenal) وروك دالتون (Roque Dalton) وفيكتور فاليرا مورا (Víctor Valera Mora). في وقت لاحق، أصبح أدبه شخصيا أكثر، واهتم بأصوات الطبيعة، والدين، ولغة الحب والتمرد الفردي. يمكن ملاحظة ذلك بشكل خاص في طبعة كتاب الشعر «أمير المطر والمبارزة». لقد نشر صعب أحد عشر كتابًا حتى اليوم.
في عام 1993، شارك في «الاجتماع الأيبيري الأمريكي للكُتّاب الشباب - الأدب والالتزام» الذي عُقِد في مالقة، إسبانيا. هناك أجرى مقابلة مع ماريو بينيديتي (Mario Benedetti) وخوان غويتيسولو (Juan Goytisolo). ونشرت هاتان المقالتان في صحيفتي ألتيماس نوتيسياس (Últimas Noticias) و«إل ناسيونال» (El Nacional).
عبّر كل من خوان ليسكانو (Juan Liscano) وخيسوس سانوها هيرنانديز (Jesús Sanoja Hernández) وغوستافو بيريرا (Gustavo Pereira) ولويس ألبرتو كريسبو (Luis Alberto Crespo) وفيكتور برافو (Víctor Bravo)، من بين كتاب عظماء آخرين، على موافقتهم واستحسانهم لأعماله الأدبية.
«شِعر طارق وليام صعب ينتمي إلى الإطار الطبيعي لردود الفعل العميقة للروح البشرية لخلق مجتمعات عادلة. كما أضيف الآتي: إنّ شعره في عدة أجزاء يشّكل في جوهره الروحي إنقاذ اللاهوت الثوري باعتباره عقيدة الخلاص.»
خوان ليسكانو
لقد تُرجِم كتابه المعنون «أطفال سوء الحظ» بكوبا، والمنشور سنة 2006، إلى الإنجليزية والفرنسية والصينية وتمّ نشره في العديد من بلدان أمريكا اللاتينية. كتب صعب هذا الكتاب بعد دعوته من قبل الرئيس الكوبي فيدل كاسترو، بناءً على مقابلة أجراها مع المفوّض الكوبي في عام 2005 في هافانا، لزيارة البعثة الطبية الكوبية في باكستان. وقد عُرض هذا الكتاب في معرض الكتاب في العاصمة الكوبية في عام 2006، بحضور كاسترو وهوغو شافيز، الذي لقبه هذا الأخير «بِشاعر الثورة.»

## أعماله الأدبية
- «أنهار الغضب» (كاراكاس، 1987)
- «فأس القديسين» (كاراكاس، 1992)
- «أمير المطر والمبارزة» (كاراكاس، 1992)
- «الفتح» (المكسيك، 1994)
- «سقوط الملاك» (كاراكاس، 1998)
- «السماء المنكوسة» (الأرجنتين،2001. فنزويلا، 2003. كوبا، 2003)
- «عندما تمر العربات» (كاراكاس، 2004)
- «مجموعة قصائد» (كولومبيا، 2005)
- «أطفال سوء الحظ» (كوبا، 2006. الصين، 2007)[96]
- «ذاكرة غولان روباني» (كاراكاس، 2007)
- «منظر طبيعي شماليّ» (فالنسيا، 2008. كاراكاس، 2009)[97]

### قصائد ملحوظة
- «هذه القصيدة هي رهان حب»
- «الهارب»
- «الشرق السريع»
- «شفق الإنسان تحت الشجرة»
- «الناي الناعم لأغنية حمقاء»
- «صلاة من قبر خشبي»
- «ذكريات جولان رباني»
- «مايسانتا»
- «المزمور»
- «أحجار أريحا»
- «غوايمارو»
- «منظر طبيعي شماليّ»[97]

## الجوائز
- إشادة شرفية في مسابقة «جائزة كو – إيو (Ko-Eyù) الدولية لشعر أمريكا اللاتينية» عام 1986.
- نهائيات البينالي الثالث «فرانسيسكو لازو مارتي» (Francisco Lazo Martí) في أتينيو دي كالابوزو (Ateneo de Calabozo) عام 1987.
- أول المتأهلين لنهائيات البينالي الأول للأدب الاسبرطي الجديد «أنخيل فيليكس غوميز» (Ángel Félix Gómez) عام 1991.
- إشادة شرفية في بينالي الشعر بالبرتغال «دانيال كماخو أكوستا» (Daniel Camejo Acosta) عام 1991.
- جائزة الشِعر من جامعة فنزويلا المركزية عام 1991.
- جائزة راموس سوكر () للشعر «استا تييرا دي غارسيا» (Esta tierra de gracia) عام 1992.
- أول المتأهلين لنهائيات جائزة كوناك للشعر عام 1999.
- تكريم في للمهرجان العالمي للشعر في نسخته الثالثة عشر عن قصيدته «عندما ترعى الأرض» عام 2016.[98]